# وادي سكاك
وادي سكاك، المعروف اختصارًا بـسكاك، هو نهر صغير يقع في شمال غرب الجزائر، يمر شرق تلمسان ويتفرع إلى نهر وادي إيسر، الذي يصب بدوره في نهر تافنة. يغذي هذا الوادي سد في بلدية عين يوسف.

## تقديم
يُعد وادي سكاك، الذي يقع شرق تلمسان، أحد الروافد الهامة التي تصب في نهر تافنة. اكتسب هذا الوادي أهمية تاريخية بفضل معركة سكاك التي دارت رحاها في 6 يوليو 1836، حيث واجهت قوات الجنرال بوجو الفرنسية قوات الأمير عبد القادر في مواجهة حاسمة.

## حوض وادي سكاك
يمتد حوض وادي سكاك، شمال غرب الجزائر، على مساحة تبلغ 218 كيلومترًا مربعًا، مع محيط يصل إلى 65 كيلومترًا. يتميز الحوض بتضاريسه الواضحة، حيث يبلغ متوسط ارتفاعه 475 مترًا، وميله العام 0.037، مما يعكس تنوعه الجغرافي.
يحتضن هذا الحوض سدًا في منطقة عين يوسف بسعة 30 مليون متر مكعب، والذي يُعد عنصرًا أساسيًا لإدارة الموارد المائية في المنطقة. جيولوجيًا، ينقسم الحوض إلى منطقتين رئيسيتين: الشمال، حيث توجد منخفضات تحتوي على مكونات من المارن الميوسيني وتجمعات الحصى والطين، مغطاة بطبقات من الرواسب النهرية؛ أما الجنوب والشرق، فيتميزان بجبال جورية تتكون من الحجر الجيري، الدولوميت، والحجر الرملي، وغالبًا ما تكون كارسيتية.

## الهيدرولوجيا
يُظهر الحوض تباينًا ملحوظًا في معدلات هطول الأمطار، حيث يبلغ متوسطها السنوي 480.5 ملم، لكنها تراوحت بين 800 ملم في موسم 1963-1964 و206 ملم فقط في عام 1994-1995. تتبع التدفقات المائية هذا التباين، مع متوسط سنوي يبلغ 104 ملم. أما على المستوى الموسمي، فإن شهري مارس وأبريل يمثلان ذروة الأمطار، بينما يكون الصيف شبه جاف.